# Арсений (Костюрин)
Архиепископ Арсений (Костюрин; 15 февраля 1637 — 18 июля 1712) — епископ Русской православной церкви, архиепископ Воронежский и Елецкий.

## Биография
Родился 15 февраля 1637 года в дворянской семье. Род Костюриных принадлежал к древним дворянским фамилиям.
Время пострижения его в монашество и рукоположения неизвестно.
С 1684 года — архимандрит Ярославского-Спасо Преображенского монастыря.
9 января 1687 года переведен в Московский Спасо-Андроников монастырь.
24 августа 1690 года он участвовал в церемонии поставления нового Патриарха Адриана.
12 февраля 1692 года назначен в Чудов монастырь.
2 июля 1704 года хиротонисан во епископа Воронежского с возведением в сан архиепископа. Он был первый из архиереев, который стал именоваться Воронежским и Елецким. Архиепископ Арсений имел привилегию служить в саккосе, принадлежащую в то время только митрополитам и патриарху.
Преосвященного Арсения любил император Пётр I, которому архиепископ иногда сопутствовал в походах.
Скончался он 18 июля 1712 года в Троицком загородном архиерейском доме. Погребен в Благовещенском соборе Митрофаниевского монастыря, близ гроба святителя Митрофана.